# Lista över kratrar på Mars: A-L

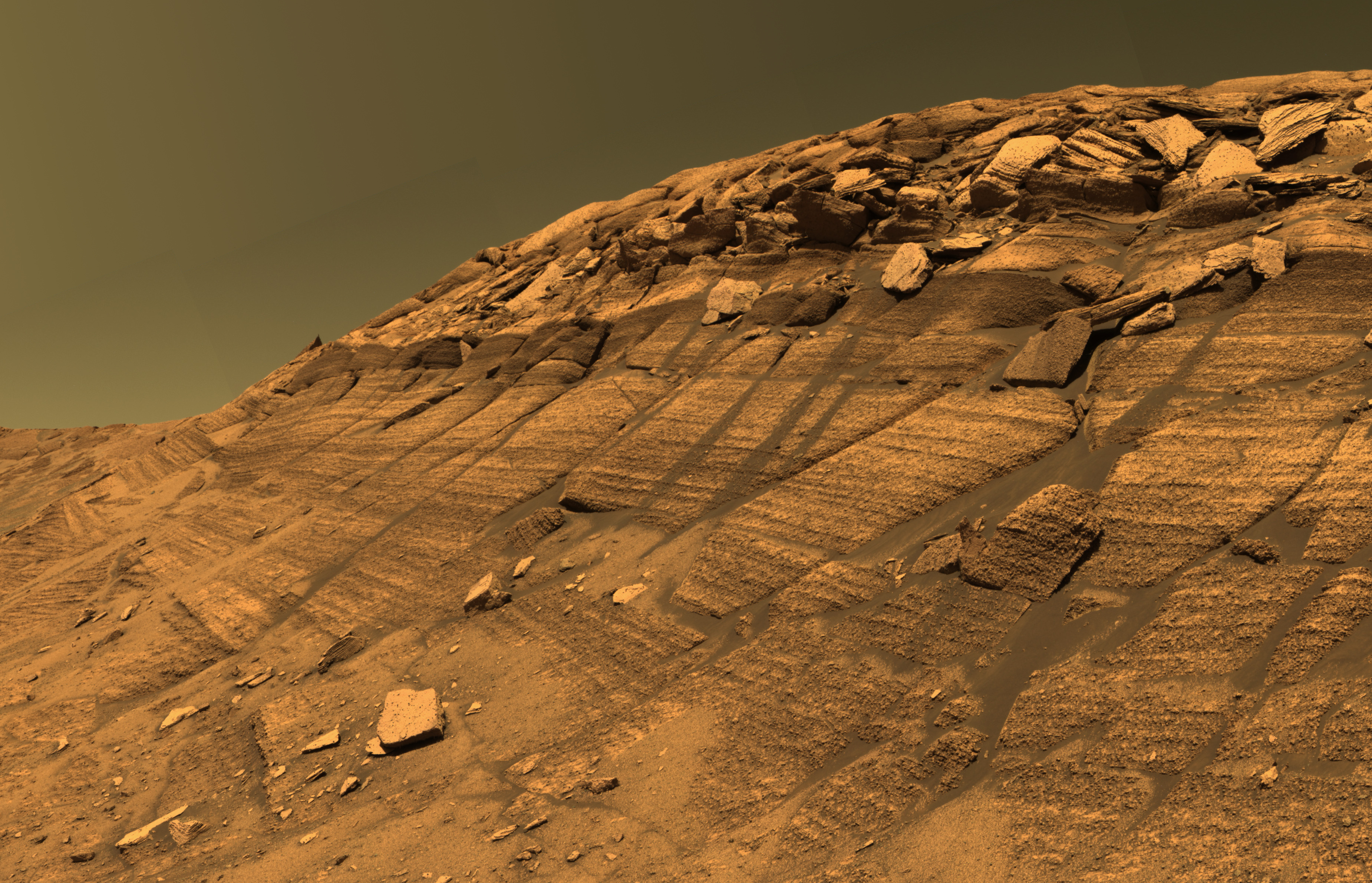
Burns Cliff inuti kratern Endurance, foto av rovern Opportunity från 2004.

Det finns hundratusentals nedslagskratrar på planeten Mars större än 1 km, men endast ett tusental av dem har namn. Detta är en lista med martianska kratrar med namn som börjar på bokstäverna A-L (se även M-Z). Kratrar med en diameter på över 60 km ges namn efter kända forskare och science fictionförfattare, medan de med en diameter under 60 km ges namn efter städer på jorden.

## A
| Krater         | Koordinater                        | Diameter (km) | Datum för godkännande | Namngiven efter             |
| -------------- | ---------------------------------- | ------------- | --------------------- | --------------------------- |
| Aban           | 16°06′N 249°00′V / 16.1°N 249.0°V  | 4,2           | 1988                  | Aban, Ryssland              |
| Achar          | 45°48′N 236°54′V / 45.8°N 236.9°V  | 5,5           | 1979                  | Achar, Uruguay              |
| Ada            | 3°00′S 3°12′V / 3.0°S 3.2°V        | 1,0           | 2006                  | Ada, Oklahoma, USA          |
| Adams          | 31°06′N 197°00′V / 31.1°N 197.0°V  | 94,9          | 1973                  | Walter Sydney Adams         |
| Agassiz        | 70°06′S 89°00′V / 70.1°S 89.0°V    | 117,7         | 1973                  | Louis Agassiz               |
| Airy           | 5°06′S 0°06′Ö / 5.1°S 0.1°Ö        | 41,0          | 1973                  | George Biddell Airy         |
| Airy-0         | 5°06′S 0°00′Ö / 5.1°S -0.0°Ö       | 0,5           | 1973                  | George Biddell Airy         |
| Ajon           | 16°42′N 256°54′V / 16.7°N 256.9°V  | 8,4           | 1988                  | Ajon, Ryssland              |
| Aki            | 35°48′S 60°18′V / 35.8°S 60.3°V    | 8,1           | 1979                  | Aki, Kochi, Japan           |
| Aktaj          | 20°36′N 46°36′V / 20.6°N 46.6°V    | 4,9           | 1988                  | Aktaj, Ryssland             |
| Alamos         | 23°29′N 37°13′V / 23.48°N 37.21°V  | 6,3           | 2006-09-14            | Alamos, Mexiko              |
| Albany         | 23°12′N 49°06′V / 23.2°N 49.1°V    | 2,0           | 1979                  | Albany, New York, USA       |
| Albi           | 41°48′S 35°06′V / 41.8°S 35.1°V    | 8,5           | 1976                  | Albi, Frankrike             |
| Alexey Tolstoy | 47°48′S 234°48′V / 47.8°S 234.8°V  | 95,0          | 1982                  | Aleksej Tolstoj             |
| Alga           | 24°36′S 26°42′V / 24.6°S 26.7°V    | 19,2          | 1976                  | Alga Kazakhstan             |
| Alitus         | 35°12′S 38°12′V / 35.2°S 38.2°V    | 50,0          | 1979                  | Alytus, Litauen             |
| Amsterdam      | 23°12′N 47°06′V / 23.2°N 47.1°V    | 1,3           | 1979                  | Amsterdam, Nederländerna    |
| Angu           | 20°12′N 254°24′V / 20.2°N 254.4°V  | 1,8           | 1988                  | Angu, Kongo-Kinshasa        |
| Aniak          | 32°12′S 69°36′V / 32.2°S 69.6°V    | 51,0          | 1979                  | Aniak, Alaska, USA          |
| Annapolis      | 23°24′N 47°48′V / 23.4°N 47.8°V    | 0,4           | 1979                  | Annapolis, Maryland, USA    |
| Antoniadi      | 21°30′N 299°12′V / 21.5°N 299.2°V  | 394,0         | 1973                  | Eugène Antoniadi            |
| Apia           | 37°36′S 271°06′V / 37.6°S 271.1°V  | 10,5          | 1991                  | Apia, Samoa                 |
| Apt            | 40°12′N 9°36′V / 40.2°N 9.6°V      | 10,0          | 1976                  | Apt, Frankrike              |
| Arago          | 10°12′N 330°12′V / 10.2°N 330.2°V  | 154,0         | 1973                  | François Arago              |
| Aram Chaos     | 2°31′N 337°37′V / 2.52°N 337.61°V  | 283,8         | 1976                  | Aram                        |
| Arandas        | 42°42′N 15°06′V / 42.7°N 15.1°V    | 25,1          | 1976                  | Arandas, Mexiko             |
| Argas          | 23°36′N 50°18′V / 23.6°N 50.3°V    | 3,7           | 1988                  | Argas, Ryssland             |
| Arica          | 24°00′S 249°54′V / 24.0°S 249.9°V  | 15,5          | 1991                  | Arica, Colombia             |
| Arkhangelsky   | 41°24′S 24°48′V / 41.4°S 24.8°V    | 125,0         | 1979                  | Andrej Archangelskij        |
| Arrhenius      | 40°18′S 237°24′V / 40.3°S 237.4°V  | 129,0         | 1973                  | Svante Arrhenius            |
| Arta           | 21°36′N 54°24′V / 21.6°N 54.4°V    | 4,0           | 1988                  | Arta, Ryssland              |
| Asimov         | 47°00′S 355°03′V / 47.0°S 355.05°V | 85,0          | 2009                  | Isaac Asimov                |
| Aspen          | 21°36′S 23°12′V / 21.6°S 23.2°V    | 20,3          | 1976                  | Aspen, Colorado, USA        |
| Avarua         | 35°54′S 250°26′V / 35.9°S 250.43°V | 52,0          | 2010                  | Avarua, Cooköarna           |
| Aveiro         | 21°30′N 79°06′V / 21.5°N 79.1°V    | 9,5           | 1985                  | Aveiro, Portugal            |
| Avire          | 40°50′S 159°54′V / 40.83°S 159.9°V | 6,54          | 2008                  | Avire, Vanuatu              |
| Ayacucho       | 38°30′N 92°12′V / 38.5°N 92.2°V    | 2,5           | 1991                  | Ayacucho, Bolivia           |
| Ayr            | 39°18′S 268°30′V / 39.3°S 268.5°V  | 13,0          | 1991                  | Ayr, Queensland, Australien |
| Azul           | 42°24′S 42°36′V / 42.4°S 42.6°V    | 19,7          | 1976                  | Azul, Argentina             |
| Azusa          | 5°36′S 40°24′V / 5.6°S 40.4°V      | 41,1          | 1976                  | Azusa, Kalifornien, USA     |

## B
| Krater      | Koordinater                        | Diameter (km) | Datum för godkännande | Namngiven efter                           |
| ----------- | ---------------------------------- | ------------- | --------------------- | ----------------------------------------- |
| Babakin     | 36°24′S 71°36′V / 36.4°S 71.6°V    | 78,0          | 1985                  | Georgij Babakin                           |
| Bacht       | 18°54′N 257°24′V / 18.9°N 257.4°V  | 8,0           | 1976                  | Baxt, Uzbekistan                          |
| Bacolor     | 33°00′N 241°24′V / 33.0°N 241.4°V  | 20,8          | 2006                  | Bacolor, Filippinerna                     |
| Bada        | 20°30′N 50°48′V / 20.5°N 50.8°V    | 2,1           | 1988                  | Bada, Ryssland                            |
| Bahn        | 3°30′S 43°24′V / 3.5°S 43.4°V      | 12,3          | 1976                  | Bahn, Liberia                             |
| Bak         | 18°18′N 256°18′V / 18.3°N 256.3°V  | 3,2           | 1988                  | Bak, Ungern                               |
| Bakhuysen   | 23°18′S 344°24′V / 23.3°S 344.4°V  | 161,0         | 1973                  | Hendricus Gerardus van de Sande Bakhuyzen |
| Balboa      | 3°54′S 34°00′V / 3.9°S 34.0°V      | 23,3          | 1976                  | Balboa, Panama                            |
| Baldet      | 23°00′N 294°36′V / 23.0°N 294.6°V  | 180,0         | 1973                  | Fernand Baldet                            |
| Balta       | 24°06′S 26°36′V / 24.1°S 26.6°V    | 18,2          | 1976                  | Balta, Ukraina                            |
| Baltisk     | 42°42′S 54°42′V / 42.7°S 54.7°V    | 52,0          | 1976                  | Baltijsk, Kaliningrad, Ryssland           |
| Balvicar    | 16°24′N 53°18′V / 16.4°N 53.3°V    | 20,5          | 1988                  | Balvicar, Skottland, UK                   |
| Bamba       | 3°24′S 41°42′V / 3.4°S 41.7°V      | 23,0          | 1976                  | Bamba, Kongo-Kinshasa                     |
| Bamberg     | 40°00′N 3°12′V / 40.0°N 3.2°V      | 58,3          | 1976                  | Bamberg, Tyskland                         |
| Banff       | 17°42′N 30°48′V / 17.7°N 30.8°V    | 5,0           | 1976                  | Banff, Alberta, Kanada                    |
| Banh        | 19°36′N 55°36′V / 19.6°N 55.6°V    | 15,0          | 1976                  | Ban, Burkina Faso                         |
| Bar         | 25°30′S 19°30′V / 25.5°S 19.5°V    | 1,9           | 1976                  | Bar, Ukraina                              |
| Barabashov  | 47°42′N 68°48′V / 47.7°N 68.8°V    | 125,6         | 1973                  | Nikolaj Barabasjov                        |
| Barnard     | 61°24′S 298°24′V / 61.4°S 298.4°V  | 125,0         | 1973                  | Edward Emerson Barnard                    |
| Baro        | 25°00′S 249°24′V / 25.0°S 249.4°V  | 16,7          | 1991                  | Baro, Nigeria                             |
| Barsukov    | 8°00′N 29°06′V / 8.0°N 29.1°V      | 71,7          | 2003                  | Valerij Barsukov                          |
| Basin       | 18°00′N 253°06′V / 18.0°N 253.1°V  | 15,7          | 1976                  | Basin, Wyoming, USA                       |
| Batoka      | 7°42′S 36°48′V / 7.7°S 36.8°V      | 15,5          | 1976                  | Batoka, Zambia                            |
| Batoş       | 21°42′N 29°30′V / 21.7°N 29.5°V    | 17,2          | 1976                  | Batoş, Rumänien                           |
| Baykonyr    | 46°42′N 227°24′V / 46.7°N 227.4°V  | 4,0           | 1979                  | Kosmodromen i Bajkonur, Kazakstan         |
| Bazas       | 28°00′S 266°42′V / 28.0°S 266.7°V  | 16,7          | 1991                  | Bazas, Frankrike                          |
| Beagle      | 2°00′S 5°30′V / 2.0°S 5.5°V        | 0,04          | (inte officiell)      | HMS Beagle                                |
| Becquerel   | 22°18′N 8°00′V / 22.3°N 8.0°V      | 171,2         | 1973                  | Henri Becquerel                           |
| Beer        | 14°36′S 8°12′V / 14.6°S 8.2°V      | 89,8          | 1973                  | Wilhelm Beer                              |
| Beloha      | 39°30′S 303°24′V / 39.5°S 303.4°V  | 33,5          | 2006                  | Beloha, Madagaskar                        |
| Beltra      | 18°12′N 257°42′V / 18.2°N 257.7°V  | 7,4           | 1988                  | Beltra, Irland                            |
| Belz        | 21°48′N 43°18′V / 21.8°N 43.3°V    | 10,2          | 1976                  | Belz, Ukraina                             |
| Bend        | 22°36′S 27°48′V / 22.6°S 27.8°V    | 3,6           | 1976                  | Bend, Oregon, USA                         |
| Bentham     | 56°06′S 40°36′V / 56.1°S 40.6°V    | 11,5          | 1991                  | Bentham, England, Storbritannien          |
| Bentong     | 22°30′S 19°06′V / 22.5°S 19.1°V    | 10,2          | 1976                  | Bentong, Malaysia                         |
| Bernard     | 23°36′S 154°18′V / 23.6°S 154.3°V  | 131,0         | 1985                  | Paul Bernard, fransk atmosfärsforskare    |
| Berseba     | 4°30′S 37°42′V / 4.5°S 37.7°V      | 37,5          | 1976                  | Berseba, Namibia                          |
| Beruri      | 5°17′N 278°50′V / 5.28°N 278.84°V  | 46,6          | 2006-09-14            | Beruri, Brasilien                         |
| Bhor        | 42°06′N 225°36′V / 42.1°N 225.6°V  | 6,0           | 1979                  | Bhor, Indien                              |
| Bianchini   | 64°12′S 95°24′V / 64.2°S 95.4°V    | 76,0          | 1973                  | Francesco Bianchini                       |
| Bigbee      | 25°00′S 34°48′V / 25.0°S 34.8°V    | 20,5          | 1976                  | Bigbee, Mississippi, USA                  |
| Bira        | 25°24′N 45°36′V / 25.4°N 45.6°V    | 2,9           | 1988                  | Bira, Judiska autonoma länet, Ryssland    |
| Bise        | 20°24′N 56°54′V / 20.4°N 56.9°V    | 9,8           | 1976                  | Bise, Okinawa, Japan                      |
| Bison       | 26°36′S 29°12′V / 26.6°S 29.2°V    | 16,0          | 1976                  | Bison, Kansas, USA                        |
| Bjerknes    | 43°24′S 188°36′V / 43.4°S 188.6°V  | 94,0          | 1973                  | Vilhelm Bjerknes                          |
| Bland       | 18°30′N 251°18′V / 18.5°N 251.3°V  | 7,1           | 1988                  | Bland, Missouri, USA                      |
| Bled        | 21°48′N 31°30′V / 21.8°N 31.5°V    | 7,8           | 1976                  | Bled, Slovenien                           |
| Blitta      | 26°06′S 21°00′V / 26.1°S 21.0°V    | 13,6          | 1976                  | Blitta, Togo                              |
| Blois       | 23°48′N 56°00′V / 23.8°N 56.0°V    | 12,5          | 1976                  | Blois, Frankrike                          |
| Bluff       | 23°42′N 250°00′V / 23.7°N 250.0°V  | 6,6           | 1976                  | Bluff, Nya Zeeland                        |
| Boeddicker  | 15°00′S 197°42′V / 15.0°S 197.7°V  | 109,0         | 1973                  | Otto Boeddicker, tysk astronom            |
| Bogia       | 44°18′S 276°50′V / 44.3°S 276.84°V | 38,0          | 2008                  | Bogia, Papua Nya Guinea                   |
| Bogra       | 24°24′S 28°54′V / 24.4°S 28.9°V    | 21,3          | 1976                  | Bogra, Bangladesh                         |
| Bok         | 20°48′N 31°42′V / 20.8°N 31.7°V    | 7,1           | 1976                  | Bok, Papua Nya Guinea                     |
| Bole        | 25°36′N 54°06′V / 25.6°N 54.1°V    | 8,3           | 1976                  | Bole, Ghana                               |
| Bombala     | 27°54′S 254°00′V / 27.9°S 254.0°V  | 38,1          | 1991                  | Bombala, New South Wales, Australien      |
| Bond        | 33°12′S 36°00′V / 33.2°S 36.0°V    | 110,6         | 1973                  | George Phillips Bond                      |
| Bonestell   | 42°18′N 30°30′V / 42.3°N 30.5°V    | 42,4          | 1997                  | Chesley Bonestell                         |
| Bonneville  | 14°36′S 175°30′Ö / 14.6°S 175.5°Ö  | 0,21          | (inte officiell)      | Lake Bonneville                           |
| Boola       | 81°19′N 105°42′V / 81.31°N 105.7°V | 17,0          | 2006                  | Boola, Guinea                             |
| Bopolu      | 2°57′S 6°20′V / 2.95°S 6.33°V      | 19,3          | 2006-09-14            | Bopolu, Liberia                           |
| Bor         | 18°24′N 33°48′V / 18.4°N 33.8°V    | 4,3           | 1976                  | Bor, Ryssland                             |
| Bordeaux    | 23°24′N 49°00′V / 23.4°N 49.0°V    | 1,8           | 1979                  | Bordeaux, Frankrike                       |
| Boru        | 24°36′S 27°54′V / 24.6°S 27.9°V    | 10,9          | 1976                  | Boru, Ryssland                            |
| Bouguer     | 18°42′S 332°48′V / 18.7°S 332.8°V  | 107,0         | 1973                  | Pierre Bouguer                            |
| Boulia      | 23°06′S 248°48′V / 23.1°S 248.8°V  | 10,5          | 1991                  | Boulia, Queensland, Australien            |
| Bozkir      | 44°30′S 32°12′V / 44.5°S 32.2°V    | 84,0          | 1976                  | Bozkir, Turkiet                           |
| Brashear    | 54°12′S 119°12′V / 54.2°S 119.2°V  | 79,0          | 1973                  | John Brashear                             |
| Bremerhaven | 23°54′N 48°42′V / 23.9°N 48.7°V    | 2,5           | 1979                  | Bremerhaven, Tyskland                     |
| Briault     | 10°12′S 270°24′V / 10.2°S 270.4°V  | 96,6          | 1973                  | Paul Briault, fransk astronom             |
| Bridgetown  | 22°06′N 47°12′V / 22.1°N 47.2°V    | 1,3           | 1979                  | Bridgetown, Barbados                      |
| Bristol     | 22°18′N 47°00′V / 22.3°N 47.0°V    | 3,0           | 1979                  | Bristol, England, Storbritannien          |
| Broach      | 23°42′N 57°00′V / 23.7°N 57.0°V    | 12,0          | 1976                  | Bharuch, Indien                           |
| Bronkhorst  | 10°42′S 55°18′V / 10.7°S 55.3°V    | 17,9          | 2006                  | Bronkhorst, Nederländerna                 |
| Brush       | 21°54′N 248°42′V / 21.9°N 248.7°V  | 6,4           | 1976                  | Brush, Colorado, USA                      |
| Bulhar      | 50°42′N 225°36′V / 50.7°N 225.6°V  | 18,7          | 1979                  | Bulhar, Somalia                           |
| Bunge       | 34°12′S 48°42′V / 34.2°S 48.7°V    | 73,7          | 1979                  | Alexander von Bunge                       |
| Burroughs   | 72°24′S 243°00′V / 72.4°S 243.0°V  | 125,7         | 1973                  | Edgar Rice Burroughs                      |
| Burton      | 14°06′S 156°24′V / 14.1°S 156.4°V  | 123,0         | 1973                  | Charles Edward Burton, irländsk astronom  |
| Buta        | 23°30′S 32°30′V / 23.5°S 32.5°V    | 11,0          | 1979                  | Buta, Kongo-Kinshasa                      |
| Butte       | 5°12′S 39°00′V / 5.2°S 39.0°V      | 13,0          | 1976                  | Butte, Montana, USA                       |
| Byrd        | 65°30′S 232°12′V / 65.5°S 232.2°V  | 126,8         | 1976                  | Richard Byrd                              |
| Byske       | 5°00′S 34°00′V / 5.0°S 34.0°V      | 13,5          | 1976                  | Byske, Sverige                            |

## C
| Krater       | Koordinater                         | Diameter (km) | Datum för godkännande | Namngiven efter                                                     |
| ------------ | ----------------------------------- | ------------- | --------------------- | ------------------------------------------------------------------- |
| Cádiz        | 23°24′N 49°06′V / 23.4°N 49.1°V     | 1,5           | 1979                  | Cádiz, Spanien                                                      |
| Cairns       | 23°48′N 47°30′V / 23.8°N 47.5°V     | 8,6           | 1976                  | Cairns, Queensland, Australien                                      |
| Calahorra    | 26°42′N 38°42′V / 26.7°N 38.7°V     | 35,2          | 1997                  | Calahorra, Spanien                                                  |
| Calamar      | 18°30′N 55°00′V / 18.5°N 55.0°V     | 7,2           | 1988                  | Calamar, Colombia                                                   |
| Calbe        | 25°24′S 28°54′V / 25.4°S 28.9°V     | 13,3          | 1976                  | Calbe, Tyskland                                                     |
| Camargo      | 17°54′N 250°24′V / 17.9°N 250.4°V   | 4,7           | 1988                  | Camargo, Bolivia                                                    |
| Camiling     | 0°48′S 38°06′V / 0.8°S 38.1°V       | 22,5          | 1976                  | Camiling, Filippinerna                                              |
| Camiri       | 45°00′S 42°12′V / 45.0°S 42.2°V     | 26,4          | 1976                  | Camiri, Bolivia                                                     |
| Campbell     | 54°42′S 194°36′V / 54.7°S 194.6°V   | 129,0         | 1973                  | John W. Campbell och William Wallace Campbell                       |
| Campos       | 22°00′S 27°54′V / 22.0°S 27.9°V     | 8,1           | 1976                  | Campos, Brasilien                                                   |
| Can          | 48°30′N 14°42′V / 48.5°N 14.7°V     | 8,4           | 1976                  | Çan, Turkiet                                                        |
| Canala       | 24°37′N 80°05′V / 24.61°N 80.09°V   | 12            | 2011                  | Canala, Nya Kaledonien                                              |
| Cañas        | 31°30′S 270°18′V / 31.5°S 270.3°V   | 42,0          | 1991                  | Cañas, Puerto Rico                                                  |
| Canaveral    | 47°06′N 224°12′V / 47.1°N 224.2°V   | 3,3           | 1979                  | Cape Canaveral, Florida, USA                                        |
| Canberra     | 47°30′N 227°24′V / 47.5°N 227.4°V   | 3,0           | 1979                  | Canberra, Australien                                                |
| Cangwu       | 42°12′N 89°42′V / 42.2°N 89.7°V     | 14,0          | 1991                  | Cangwu, Kina                                                        |
| Canillo      | 10°14′N 243°37′V / 10.23°N 243.61°V | 35,0          | 2009                  | Canillo, Andorra                                                    |
| Canso        | 21°36′N 60°42′V / 21.6°N 60.7°V     | 27,4          | 1988                  | Canso, Nova Scotia, Kanada                                          |
| Cantoura     | 15°00′N 51°48′V / 15.0°N 51.8°V     | 51,4          | 1988                  | Cantoura, Venezuela                                                 |
| Cankuzo      | 19°24′S 308°01′V / 19.4°S 308.01°V  | 51,0          | 2010                  | Cankuzo, Burundi                                                    |
| Capen        | 6°34′N 345°44′V / 6.57°N 345.73°V   | 70,0          | 2008                  | Charles L. Capen, amerikansk historiker                             |
| Cartago      | 23°30′S 18°00′V / 23.5°S 18.0°V     | 37,5          | 1976                  | Cartago, Costa Rica                                                 |
| Cassini      | 23°48′N 328°12′V / 23.8°N 328.2°V   | 412,0         | 1973                  | Giovanni Cassini                                                    |
| Castril      | 14°42′S 184°48′V / 14.7°S 184.8°V   | 2,2           | 2006                  | Castril, , Spanien                                                  |
| Cave         | 21°48′N 35°42′V / 21.8°N 35.7°V     | 8,4           | 1976                  | Cave, Nya Zeeland                                                   |
| Caxias       | 29°18′S 100°48′V / 29.3°S 100.8°V   | 25,4          | 1991                  | Caxias, Brasilien                                                   |
| Cefalù       | 23°38′N 38°58′V / 23.63°N 38.97°V   | 5,3           | 2006-09-14            | Cefalù, Italien                                                     |
| Cerulli      | 32°30′N 337°54′V / 32.5°N 337.9°V   | 130.0         | 1973                  | Vincenzo Cerulli, italiensk astronom                                |
| Chafe        | 15°18′N 257°42′V / 15.3°N 257.7°V   | 4,8           | 1988                  | Chafe, Nigeria                                                      |
| Chaman       | 61°07′S 309°08′V / 61.11°S 309.13°V | 48,1          | 2006-12-14            | Chaman, Pakistan                                                    |
| Chamberlin   | 66°06′S 124°30′V / 66.1°S 124.5°V   | 120,4         | 1973                  | Thomas Chrowder Chamberlin                                          |
| Changsvông   | 23°42′N 57°24′V / 23.7°N 57.4°V     | 35,0          | 1976                  | Changsvông, Korea                                                   |
| Chapais      | 22°36′S 20°36′V / 22.6°S 20.6°V     | 37,4          | 1976                  | Chapais, Québec, Kanada                                             |
| Charleston   | 22°54′N 47°54′V / 22.9°N 47.9°V     | 1,5           | 1979                  | Charleston, South Carolina, USA                                     |
| Charlier     | 68°42′S 168°42′V / 68.7°S 168.7°V   | 113,1         | 1973                  | Carl Charlier                                                       |
| Charlieu     | 38°30′N 84°06′V / 38.5°N 84.1°V     | 19,1          | 1991                  | Charlieu, Frankrike                                                 |
| Chatturat    | 35°42′N 95°06′V / 35.7°N 95.1°V     | 8,2           | 1991                  | Chatturat, Thailand                                                 |
| Chauk        | 23°36′N 56°00′V / 23.6°N 56.0°V     | 10,0          | 1976                  | Chauk, Myanmar                                                      |
| Cheb         | 24°24′S 19°30′V / 24.4°S 19.5°V     | 8,3           | 1976                  | Cheb, Tjeckien                                                      |
| Chefu        | 23°06′S 247°54′V / 23.1°S 247.9°V   | 11,5          | 1991                  | Chefu, Moçambique, flod i Moçambique                                |
| Chekalin     | 24°30′S 26°54′V / 24.5°S 26.9°V     | 89,3          | 1976                  | Çekalin, Turkmenistan                                               |
| Chia         | 1°36′N 59°48′V / 1.6°N 59.8°V       | 96,0          | 1985                  | Chía, Spanien                                                       |
| Chimbote     | 1°30′S 39°48′V / 1.5°S 39.8°V       | 67,2          | 1976                  | Chimbote, Peru                                                      |
| Chincoteague | 41°30′N 236°00′V / 41.5°N 236.0°V   | 37,0          | 1979                  | Chincoteague, Virginia, USA                                         |
| Chinju       | 4°36′S 42°12′V / 4.6°S 42.2°V       | 66,6          | 1976                  | Jinju, Sydkorea                                                     |
| Chinook      | 22°42′N 55°30′V / 22.7°N 55.5°V     | 20,0          | 1976                  | Chinook Park, Calgary, Alberta, Kanada                              |
| Chive        | 21°54′N 56°06′V / 21.9°N 56.1°V     | 9,0           | 1976                  | Chive, Bolivia                                                      |
| Choctaw      | 41°30′S 37°18′V / 41.5°S 37.3°V     | 23,8          | 1976                  | Choctaw Lake, Ohio, USA                                             |
| Chom         | 38°54′N 2°36′V / 38.9°N 2.6°V       | 5,5           | 1976                  | Chom, Tibet                                                         |
| Chupadero    | 6°09′N 276°39′V / 6.15°N 276.65°V   | 8,0           | 2006-09-14            | Chupadero, New Mexico, USA                                          |
| Chur         | 17°06′N 29°24′V / 17.1°N 29.4°V     | 4,3           | 1976                  | Tjur, flod i Ryssland                                               |
| Circle       | 22°24′S 25°36′V / 22.4°S 25.6°V     | 11,5          | 1976                  | Circle, Montana, USA                                                |
| Clark        | 55°36′S 133°24′V / 55.6°S 133.4°V   | 98,0          | 1973                  | Alvan Clark                                                         |
| Clogh        | 20°48′N 47°48′V / 20.8°N 47.8°V     | 11,1          | 1976                  | Clogh, Irland                                                       |
| Clova        | 21°42′N 52°06′V / 21.7°N 52.1°V     | 7,7           | 1988                  | Clova, Québec, Kanada                                               |
| Cluny        | 24°06′S 27°24′V / 24.1°S 27.4°V     | 14,8          | 1976                  | Cluny, Frankrike                                                    |
| Cobalt       | 26°00′S 27°06′V / 26.0°S 27.1°V     | 11,5          | 1976                  | Cobalt, Connecticut, USA                                            |
| Coblentz     | 55°18′S 90°18′V / 55.3°S 90.3°V     | 112,0         | 1973                  | William Coblentz, amerikansk astronom och fysiker                   |
| Cobres       | 11°48′S 153°48′V / 11.8°S 153.8°V   | 94,0          | 1985                  | San Antonio de los Cobres, Argentina                                |
| Coimbra      | 4°09′N 5°21′V / 4.15°N 5.35°V       | 34,7          | 2008                  | Coimbra, Portugal                                                   |
| Cólon        | 23°00′N 47°12′V / 23.0°N 47.2°V     | 2,0           | 1979                  | Colón, Panama                                                       |
| Columbus     | 29°48′S 166°06′V / 29.8°S 166.1°V   | 119,0         | 1976                  | Christofer Columbus                                                 |
| Comas Sola   | 19°54′S 158°30′V / 19.9°S 158.5°V   | 127,0         | 1973                  | Josep Comas i Solà                                                  |
| Conches      | 4°18′S 34°18′V / 4.3°S 34.3°V       | 21,2          | 1976                  | Conches, Frankrike                                                  |
| Concord      | 16°42′N 34°06′V / 16.7°N 34.1°V     | 20,7          | 1976                  | Concord, Massachusetts, USA                                         |
| Cooma        | 24°00′S 108°24′V / 24.0°S 108.4°V   | 17,3          | 1991                  | Cooma, New South Wales, Australien                                  |
| Copernicus   | 49°12′S 169°12′V / 49.2°S 169.2°V   | 294,0         | 1973                  | Nicolaus Copernicus                                                 |
| Corby        | 43°12′N 222°30′V / 43.2°N 222.5°V   | 6,7           | 1979                  | Corby, England, Storbritannien                                      |
| Corinto      | 16°56′N 218°23′V / 16.93°N 218.39°V | 13,5          | 2008                  | Corinto, El Salvador                                                |
| Cost         | 15°12′N 256°00′V / 15.2°N 256.0°V   | 11,6          | 1976                  | Cost, Texas, USA                                                    |
| Cray         | 44°24′N 16°12′V / 44.4°N 16.2°V     | 7,2           | 1976                  | Cray, England, Storbritannien                                       |
| Creel        | 6°06′S 38°54′V / 6.1°S 38.9°V       | 9,3           | 1976                  | Creel, Chihuahua, Mexiko                                            |
| Crewe        | 25°06′S 19°36′V / 25.1°S 19.6°V     | 3,6           | 1976                  | Crewe, England, UK                                                  |
| Crivitz      | 14°42′S 185°18′V / 14.7°S 185.3°V   | 6,1           | 2003                  | Crivitz, Tyskland                                                   |
| Crommelin    | 5°06′N 10°12′V / 5.1°N 10.2°V       | 113,9         | 1973                  | Andrew Claude de la Cherois Crommelin                               |
| Cross        | 30°14′S 157°47′V / 30.23°S 157.79°V | 67,5          | 2009                  | Charles Arthur Cross, brittisk astronom (1922–1980)                 |
| Crotone      | 82°18′N 69°54′V / 82.3°N 69.9°V     | 6,4           | 2006                  | Crotone, Italien                                                    |
| Cruls        | 43°18′S 197°06′V / 43.3°S 197.1°V   | 88,0          | 1973                  | Luiz Cruls, belgisk-brasiliansk astronom                            |
| Cruz         | 38°48′N 2°06′V / 38.8°N 2.1°V       | 5,4           | 1976                  | Puerto la Cruz, Venezuela                                           |
| Cue          | 36°06′S 266°54′V / 36.1°S 266.9°V   | 10,7          | 1991                  | Cue, Western Australia, Australien                                  |
| Culter       | 8°50′S 53°59′V / 8.84°S 53.99°V     | 4,6           | 2006                  | Culter, Skottland nära Aberdeen, Skottland, även kallad Peterculter |
| Curie        | 29°06′N 4°48′V / 29.1°N 4.8°V       | 114,1         | 1973                  | Pierre Curie                                                        |
| Cypress      | 47°36′S 47°24′V / 47.6°S 47.4°V     | 14,2          | 1976                  | Cypress, Illinois, USA                                              |

## D
| Krater         | Koordinater                         | Diameter (km) | Datum för godkännande | Namngiven efter                                                |
| -------------- | ----------------------------------- | ------------- | --------------------- | -------------------------------------------------------------- |
| Da Vinci       | 1°24′N 39°24′V / 1.4°N 39.4°V       | 100,2         | 1973                  | Leonardo da Vinci                                              |
| Daan           | 40°48′S 268°30′V / 40.8°S 268.5°V   | 12,5          | 1991                  | Daan, Kina                                                     |
| Daet           | 7°24′S 41°48′V / 7.4°S 41.8°V       | 10,5          | 1976                  | Daet, Filippinerna                                             |
| Daly           | 66°30′S 23°06′V / 66.5°S 23.1°V     | 90,5          | 1973                  | Reginald Aldworth Daly                                         |
| Dana           | 72°42′S 32°48′V / 72.7°S 32.8°V     | 91,7          | 1973                  | James Dwight Dana                                              |
| Danielson      | 7°56′N 7°07′V / 7.93°N 7.11°V       | 66,7          | 2009                  | G. Edward Danielson                                            |
| Dank           | 22°12′N 253°06′V / 22.2°N 253.1°V   | 8,7           | 1976                  | Dank, Oman                                                     |
| Darvel         | 18°00′N 51°06′V / 18.0°N 51.1°V     | 22,0          | 1988                  | Darvel, Skottland, Storbritannien                              |
| Darwin         | 57°18′S 19°30′V / 57.3°S 19.5°V     | 178,0         | 1973                  | Charles Darwin och George Howard Darwin                        |
| Davies         | 46°00′N 0°00′Ö / 46.0°N -0.0°Ö      | 49,2          | 2006                  | Merton Davies, amerikansk astronom (1917–2001)                 |
| Dawes          | 9°18′S 322°00′V / 9.3°S 322.0°V     | 191,0         | 1973                  | William Rutter Dawes                                           |
| de Vaucouleurs | 13°30′S 189°06′V / 13.5°S 189.1°V   | 293,0         | 2000                  | Gerard de Vaucouleurs, fransk astronom (1918–1995)             |
| Deba           | 24°12′S 17°24′V / 24.2°S 17.4°V     | 10,3          | 1976                  | Deba, Nigeria                                                  |
| Dein           | 38°30′N 2°36′V / 38.5°N 2.6°V       | 26,0          | 1976                  | Dein, Papua Nya Guinea                                         |
| Dejnev         | 25°30′S 164°48′V / 25.5°S 164.8°V   | 156,0         | 1985                  | Semjon Dezjnjov                                                |
| Delta          | 46°18′S 39°12′V / 46.3°S 39.2°V     | 8,1           | 1976                  | Delta, Louisiana, USA                                          |
| Denning        | 17°42′S 326°36′V / 17.7°S 326.6°V   | 165,0         | 1973                  | William Frederick Denning                                      |
| Dersu          | 22°54′N 52°00′V / 22.9°N 52.0°V     | 6,6           | 1988                  | Dersu, Ryssland                                                |
| Dese           | 45°48′S 30°42′V / 45.8°S 30.7°V     | 13,7          | 1976                  | Dese, Etiopien                                                 |
| Dessau         | 80°43′S 289°48′V / 80.72°S 289.8°V  | 27,0          | 2006                  | Dessau, Tyskland                                               |
| Deseado        | 80°37′S 70°12′Ö / 80.61°S 70.2°Ö    | 10,2          | 1976                  | Puerto Deseado, Argentina                                      |
| Dia-Cau        | 0°24′S 42°42′V / 0.4°S 42.7°V       | 29,7          | 1976                  | Dia-Cau, Vietnam                                               |
| Dilly          | 13°14′N 202°54′V / 13.24°N 202.9°V  | 1,3           | 2006                  | Dilly, Mali                                                    |
| Dingo          | 24°00′S 17°30′V / 24.0°S 17.5°V     | 16,0          | 1976                  | Dingo, Queensland, Australien                                  |
| Dinorwic       | 30°24′S 101°36′V / 30.4°S 101.6°V   | 55,8          | 1991                  | Dinorwic, Ontario, Kanada                                      |
| Dison          | 25°18′S 16°30′V / 25.3°S 16.5°V     | 21,0          | 1976                  | Dison, Belgien                                                 |
| Dixie          | 17°54′N 56°00′V / 17.9°N 56.0°V     | 28,7          | 1988                  | Dixie, Georgia USA                                             |
| Doba           | 10°55′N 240°28′V / 10.91°N 240.46°V | 26,3          | 2009                  | Doba, Tchad                                                    |
| Dogana         | 10°07′S 53°39′V / 10.12°S 53.65°V   | 41,2          | 2011                  | Dogana, San Marino                                             |
| Dokka          | 77°16′N 145°49′V / 77.27°N 145.82°V | 52,5          | 2006                  | Dokka, Norge                                                   |
| Dokuchaev      | 61°00′S 127°12′V / 61.0°S 127.2°V   | 78,0          | 1982                  | Vasilij Dokutjajev, rysk geolog (1846–1903)                    |
| Doon           | 23°48′N 250°36′V / 23.8°N 250.6°V   | 3,7           | 1988                  | Doon, Ontario, Kanada                                          |
| Douglass       | 51°48′S 70°36′V / 51.8°S 70.6°V     | 94,0          | 1973                  | Andrew Ellicott Douglass                                       |
| Dowa           | 31°40′S 249°52′V / 31.67°S 249.86°V | 42,0          | 2010                  | Dowa, Malawi                                                   |
| Downe          | 16°06′S 184°18′V / 16.1°S 184.3°V   | 28,0          | 2003                  | Downe, England, Storbritannien                                 |
| Dromore        | 20°06′N 49°42′V / 20.1°N 49.7°V     | 14,8          | 1976                  | Dromore, Irland                                                |
| Du Martheray   | 5°30′N 266°30′V / 5.5°N 266.5°V     | 102,0         | 1973                  | Maurice du Martheray, schweizisk poet och astronom (1892–1955) |
| Du Toit        | 71°48′S 49°36′V / 71.8°S 49.6°V     | 83,0          | 1973                  | Alexander Du Toit, sydafrikansk geolog (1878–1948)             |
| Dubki          | 35°18′S 55°18′V / 35.3°S 55.3°V     | 9,0           | 1979                  | Dubki, Ryssland                                                |
| Dulovo         | 3°40′N 275°30′V / 3.66°N 275.5°V    | 18,8          | 2006-09-14            | Dulovo, Bulgarien                                              |
| Dunhuang       | 81°00′S 48°30′V / 81.0°S 48.5°V     | 12,1          | 1991                  | Dunhuang, Kina                                                 |
| Dush           | 22°42′N 54°06′V / 22.7°N 54.1°V     | 2,5           | 1988                  | Dush, Egypten                                                  |
| Dzeng          | 80°42′S 70°24′V / 80.7°S 70.4°V     | 10,6          | 1991                  | Dzeng, Kamerun                                                 |

## E
| Krater     | Koordinater                         | Diameter (km) | Datum för godkännande | Namngiven efter                                                                            |
| ---------- | ----------------------------------- | ------------- | --------------------- | ------------------------------------------------------------------------------------------ |
| Eads       | 28°48′S 30°00′V / 28.8°S 30.0°V     | 2,3           | 1976                  | Eads, Colorado, USA                                                                        |
| Eagle      | 44°12′N 8°12′V / 44.2°N 8.2°V       | 13,0          | 1976                  | Eagle, Idaho                                                                               |
| Eagle      | 1°54′S 5°30′V / 1.9°S 5.5°V         | 0,03          | (inte officiell)      | Månlandaren Eagle, Apollo 11                                                               |
| Eberswalde | 24°00′S 33°18′V / 24.0°S 33.3°V     | 65,3          | 2006                  | Eberswalde, Tyskland                                                                       |
| Echt       | 22°12′S 28°12′V / 22.2°S 28.2°V     | 1,1           | 1976                  | Echt, Skottland, UK                                                                        |
| Edam       | 26°30′S 20°06′V / 26.5°S 20.1°V     | 20,2          | 1976                  | Edam, Nederländerna                                                                        |
| Eddie      | 12°24′N 217°54′V / 12.4°N 217.9°V   | 89,0          | 1973                  | Lindsay Eddie, sydafrikansk astronom (1845–1913)                                           |
| Eger       | 48°36′S 51°54′V / 48.6°S 51.9°V     | 13,0          | 1976                  | Eger, Ungern                                                                               |
| Ehden      | 8°12′N 241°06′V / 8.2°N 241.1°V     | 57,7          | 2009                  | Ehden, Libanon                                                                             |
| Eil        | 42°06′N 9°48′V / 42.1°N 9.8°V       | 5,7           | 1976                  | Eyl, Somalia                                                                               |
| Eilat      | 56°31′S 309°53′V / 56.51°S 309.88°V | 31,7          | 2006-12-14            | Eilat, Israel                                                                              |
| Ejriksson  | 19°24′S 173°54′V / 19.4°S 173.9°V   | 49,0          | 1967                  | Leif Eriksson                                                                              |
| Elath      | 46°12′N 13°42′V / 46.2°N 13.7°V     | 13,2          | 1976                  | Elath, Israel                                                                              |
| Elim       | 80°13′S 263°13′V / 80.21°S 263.21°V | 43,0          | 2006                  | Elim, Western Cape, Sydafrika                                                              |
| Ellsley    | 36°36′N 83°24′V / 36.6°N 83.4°V     | 11,1          | 1991                  | Ellsley, England, Storbritannien                                                           |
| Elorza     | 8°44′S 55°18′V / 8.74°S 55.3°V      | 47,0          | 2006                  | Elorza, Venezuela                                                                          |
| Ely        | 23°54′S 27°24′V / 23.9°S 27.4°V     | 10,3          | 1976                  | Ely, Nevada, USA                                                                           |
| Emma Dean  | 2°00′S 5°30′V / 2.0°S 5.5°V         | 0,10          | (inte officiell)      | John Wesley Powells hustru och en båt vid en av hans expeditioner, USA                     |
| Endeavour  | 2°17′S 5°14′V / 2.28°S 5.23°V       | 22,5          | 2008                  | Endeavour, Kanada                                                                          |
| Endurance  | 1°54′S 5°30′V / 1.9°S 5.5°V         | 0,13          | (inte officiell)      | HMS Endurance                                                                              |
| Escalante  | 0°12′N 244°42′V / 0.2°N 244.7°V     | 79,3          | 1973                  | Francisco Javier Escalante Plancarte, mexikansk filosof, ingenjör och astronom (1887–1972) |
| Escorial   | 77°00′N 55°24′V / 77.0°N 55.4°V     | 22,7          | 1991                  | Escorial, Spanien                                                                          |
| Esk        | 45°36′N 7°06′V / 45.6°N 7.1°V       | 3,9           | 1976                  | Esk, Queensland, Australien                                                                |
| Espino     | 19°54′S 249°48′V / 19.9°S 249.8°V   | 12,0          | 1991                  | Espino, Venezuela                                                                          |
| Eudoxus    | 44°54′S 147°30′V / 44.9°S 147.5°V   | 98,0          | 1973                  | Eudoxos                                                                                    |
| Evpatoriya | 47°18′N 225°36′V / 47.3°N 225.6°V   | 1,0           | 1979                  | Jevpatorija, Krim, Ukraina                                                                 |

## F
| Krater      | Koordinater                       | Diameter (km) | Datum för godkännande | Namngiven efter                                       |
| ----------- | --------------------------------- | ------------- | --------------------- | ----------------------------------------------------- |
| Faith       | 43°18′N 11°54′V / 43.3°N 11.9°V   | 5,8           | 1976                  | Faith, South Dakota, USA                              |
| Falun       | 24°12′S 24°42′V / 24.2°S 24.7°V   | 10,2          | 1976                  | Falun, Sverige                                        |
| Faqu        | 24°48′S 253°48′V / 24.8°S 253.8°V | 12,4          | 1991                  | Faqu, Jordanien                                       |
| Fastov      | 25°18′S 20°24′V / 25.3°S 20.4°V   | 10,3          | 1976                  | Fastiv, Ukraina                                       |
| Fenagh      | 34°36′N 215°42′V / 34.6°N 215.7°V | 6,3           | 1991                  | Fenagh, Irland                                        |
| Fesenkov    | 21°48′N 86°42′V / 21.8°N 86.7°V   | 87,0          | 1973                  | Vasilij Fesenkov, rysk astronom (1889–1972)           |
| Firsoff     | 2°40′N 9°25′V / 2.66°N 9.42°V     | 90            | 2010                  | Axel Firsoff, brittisk astronom (1912–1981)           |
| Fitzroy     | 35°41′S 248°00′V / 35.68°S 248°V  | 38,0          | 2010                  | Fitzroy, Falklandsöarna                               |
| Flammarion  | 25°24′N 311°48′V / 25.4°N 311.8°V | 173,0         | 1973                  | Camille Flammarion                                    |
| Flat        | 25°42′S 19°36′V / 25.7°S 19.6°V   | 2,5           | 1976                  | Flat, Alabama, USA                                    |
| Flaugergues | 17°00′S 340°48′V / 17.0°S 340.8°V | 245,0         | 1973                  | Honoré Flaugergues                                    |
| Floq        | 15°06′N 252°54′V / 15.1°N 252.9°V | 2,2           | 1988                  | Floq, Albanien                                        |
| Flora       | 45°00′S 51°30′V / 45.0°S 51.5°V   | 19,0          | 1976                  | Flora, Mississippi, USA                               |
| Focas       | 33°54′N 347°18′V / 33.9°N 347.3°V | 76,5          | 1973                  | Jean-Henri Focas, grekisk-fransk astronom (1909–1969) |
| Fontana     | 63°12′S 72°12′V / 63.2°S 72.2°V   | 80,0          | 1973                  | Francesco Fontana                                     |
| Foros       | 33°42′S 27°54′V / 33.7°S 27.9°V   | 24,5          | 1979                  | Foros, Krim, Ukraina                                  |
| Fournier    | 4°24′S 287°24′V / 4.4°S 287.4°V   | 118,0         | 1973                  | Georges Fournier                                      |
| Fram        | 1°54′S 5°30′V / 1.9°S 5.5°V       | 0,01          | (inte officiell)      | Fram                                                  |
| Freedom     | 43°42′N 9°06′V / 43.7°N 9.1°V     | 12,9          | 1976                  | Freedom, Oklahoma, USA                                |
| Funchal     | 23°12′N 49°30′V / 23.2°N 49.5°V   | 1,7           | 1979                  | Funchal, Madeira                                      |

## G
| Krater    | Koordinater                         | Diameter (km) | Datum för godkännande | Namngiven efter                                          |
| --------- | ----------------------------------- | ------------- | --------------------- | -------------------------------------------------------- |
| Gaan      | 39°00′N 3°30′V / 39.0°N 3.5°V       | 2,8           | 1976                  | Gaan, Somalia                                            |
| Gagra     | 20°54′S 22°12′V / 20.9°S 22.2°V     | 13,3          | 1976                  | Gagra, Georgien                                          |
| Gah       | 45°00′S 32°42′V / 45.0°S 32.7°V     | 2,7           | 1976                  | Gah, Moluckerna, Indonesien                              |
| Galap     | 37°40′S 167°11′V / 37.67°S 167.19°V | 5,9           | 2009                  | Galap, Palau                                             |
| Galdakao  | 13°30′S 183°30′V / 13.5°S 183.5°V   | 35,0          | 2003                  | Galdakao, Baskien, Spanien                               |
| Gale      | 5°30′S 222°18′V / 5.5°S 222.3°V     | 155,3         | 1991                  | Walter Frederick Gale, australiensk astronom (1865–1945) |
| Gali      | 44°06′S 37°12′V / 44.1°S 37.2°V     | 26,4          | 1976                  | Gali, Georgien                                           |
| Galilaei  | 5°42′N 27°00′V / 5.7°N 27.0°V       | 137,3         | 1973                  | Galileo Galilei                                          |
| Galle     | 51°12′S 30°54′V / 51.2°S 30.9°V     | 230,0         | 1973                  | Johann Galle                                             |
| Galu      | 22°18′S 21°42′V / 22.3°S 21.7°V     | 12,5          | 1976                  | Galu, Kongo-Kinshasa                                     |
| Gamboa    | 40°46′N 44°26′V / 40.77°N 44.43°V   | 33,0          | 2006                  | Gamboa, Panama                                           |
| Gander    | 31°30′S 265°54′V / 31.5°S 265.9°V   | 38,0          | 1991                  | Gander, Kanada                                           |
| Gandu     | 45°42′S 47°18′V / 45.7°S 47.3°V     | 8,8           | 1976                  | Gandu, Brasilien                                         |
| Gandzani  | 34°30′N 91°00′V / 34.5°N 91.0°V     | 54,8          | 1991                  | Gandzani, Georgien                                       |
| Gardo     | 26°54′S 24°48′V / 26.9°S 24.8°V     | 17,2          | 1976                  | Qardho, Somalia                                          |
| Gari      | 36°12′S 71°18′V / 36.2°S 71.3°V     | 9,4           | 1979                  | Gari, Sverdlovsk Oblast, Ryssland                        |
| Garm      | 48°36′N 9°06′V / 48.6°N 9.1°V       | 5,0           | 1976                  | Gharm, Tadzjikistan                                      |
| Gasa      | 35°41′S 230°43′V / 35.68°S 230.72°V | 6,5           | 2009                  | Gasa, Bhutan                                             |
| Gastre    | 24°54′N 247°30′V / 24.9°N 247.5°V   | 7,0           | 1976                  | Gastre, Argentina                                        |
| Gatico    | 21°12′S 20°54′V / 21.2°S 20.9°V     | 18,0          | 1976                  | Gatico, Chile                                            |
| Gilbert   | 68°12′S 273°42′V / 68.2°S 273.7°V   | 126,4         | 1973                  | Grove Karl Gilbert                                       |
| Gill      | 15°54′N 354°36′V / 15.9°N 354.6°V   | 83,0          | 1973                  | David Gill                                               |
| Glazov    | 20°48′S 26°36′V / 20.8°S 26.6°V     | 24,7          | 1976                  | Glazov, Ryssland                                         |
| Gledhill  | 53°30′S 273°00′V / 53.5°S 273.0°V   | 82,5          | 1973                  | Joseph Gledhill, brittisk astronom (1837 –1906)          |
| Glendore  | 18°30′N 51°48′V / 18.5°N 51.8°V     | 8,0           | 1988                  | Glendore, Irland                                         |
| Glide     | 8°12′S 43°12′V / 8.2°S 43.2°V       | 10,5          | 1976                  | Glide, Oregon, USA                                       |
| Globe     | 23°54′S 27°24′V / 23.9°S 27.4°V     | 51,7          | 1976                  | Globe, Arizona, USA                                      |
| Goba      | 23°30′S 21°06′V / 23.5°S 21.1°V     | 10,8          | 1976                  | Goba, Etiopien                                           |
| Goff      | 23°30′N 255°12′V / 23.5°N 255.2°V   | 7,9           | 1976                  | Goff, Somalia                                            |
| Gol       | 47°30′N 10°42′V / 47.5°N 10.7°V     | 9,6           | 1976                  | Gol, Norge                                               |
| Gold      | 20°12′N 31°18′V / 20.2°N 31.3°V     | 9,0           | 1976                  | Gold, Pennsylvania, USA                                  |
| Golden    | 22°12′S 33°30′V / 22.2°S 33.5°V     | 20,2          | 1976                  | Golden, Illinois, USA                                    |
| Goldstone | 48°00′N 225°30′V / 48.0°N 225.5°V   | 1,0           | 1979                  | Goldstone Observatory, Kalifornien, USA                  |
| Gori      | 23°12′S 28°54′V / 23.2°S 28.9°V     | 6,2           | 1979                  | Gori, Georgien                                           |
| Graff     | 21°24′S 206°18′V / 21.4°S 206.3°V   | 158,0         | 1973                  | Kasimir Graff                                            |
| Gratteri  | 17°43′S 160°11′V / 17.71°S 160.18°V | 7,3           | 2006                  | Gratteri på ön Sicilien, Italien                         |
| Green     | 52°42′S 8°24′V / 52.7°S 8.4°V       | 184,0         | 1973                  | Nathaniel Everett Green, brittisk konstnär (1823–1899)   |
| Greg      | 38°37′S 247°11′V / 38.61°S 247.19°V | 68,0          | 2010                  | Percy Greg, brittisk författare (1836–1889)              |
| Grindavik | 25°23′N 39°04′V / 25.39°N 39.07°V   | 12,0          | 2006                  | Grindavik, Island                                        |
| Grójec    | 21°42′S 30°54′V / 21.7°S 30.9°V     | 38,5          | 1976                  | Grójec, Poland                                           |
| Groves    | 4°06′S 44°36′V / 4.1°S 44.6°V       | 11,2          | 1976                  | Groves, Texas, USA                                       |
| Guaymas   | 25°54′N 45°06′V / 25.9°N 45.1°V     | 20,0          | 1976                  | Guaymas, Mexiko                                          |
| Guir      | 21°48′S 20°30′V / 21.8°S 20.5°V     | 18,9          | 1976                  | Guîr, Mali                                               |
| Gulch     | 16°00′N 251°06′V / 16.0°N 251.1°V   | 8,2           | 1976                  | Gulch, Etiopien                                          |
| Gunnison  | 44°00′S 257°12′V / 44.0°S 257.2°V   | 40,8          | 2003                  | Gunnison, Colorado, USA                                  |
| Gusev     | 14°42′S 184°36′V / 14.7°S 184.6°V   | 166,0         | 1976                  | Matvej Gusev, rysk astronom (1826–1866)                  |
| Gwash     | 39°18′N 3°12′V / 39.3°N 3.2°V       | 4,7           | 1976                  | Gwash, Pakistan                                          |

## H
| Krater      | Koordinater                         | Diameter (km) | Datum för godkännande | Namngiven efter                                       |
| ----------- | ----------------------------------- | ------------- | --------------------- | ----------------------------------------------------- |
| Hadley      | 19°30′S 203°06′V / 19.5°S 203.1°V   | 119,0         | 1973                  | George Hadley                                         |
| Haldane     | 53°06′S 230°54′V / 53.1°S 230.9°V   | 78,7          | 1973                  | J. B. S. Haldane                                      |
| Hale        | 36°06′S 36°30′V / 36.1°S 36.5°V     | 149,0         | 1973                  | George Hale                                           |
| Halley      | 48°42′S 59°18′V / 48.7°S 59.3°V     | 84,5          | 1973                  | Edmund Halley                                         |
| Ham         | 45°00′S 32°36′V / 45.0°S 32.6°V     | 1,8           | 1976                  | Ham, Frankrike                                        |
| Hammaguir   | 49°00′N 227°36′V / 49.0°N 227.6°V   | 0,5           | 1979                  | Hammaguir, Algeriet                                   |
| Hamelin     | 20°30′N 32°48′V / 20.5°N 32.8°V     | 9,6           | 1976                  | Hameln, Tyskland                                      |
| Handlová    | 38°00′N 88°42′V / 38.0°N 88.7°V     | 4,6           | 1991                  | Handlová, Slovakien                                   |
| Harad       | 27°42′S 28°06′V / 27.7°S 28.1°V     | 8,0           | 1976                  | Harad, Saudiarabien                                   |
| Hargraves   | 20°46′N 284°22′V / 20.76°N 284.36°V | 68,0          | 2006                  | Robert B. Hargraves, amerikansk geolog (1928–2003)    |
| Harris      | 21°53′S 293°16′V / 21.88°S 293.27°V | 83            | 2010                  | Daniel Lester Harris, amerikansk astronom (1919–1962) |
| Hartwig     | 39°00′S 16°00′V / 39.0°S 16.0°V     | 105,0         | 1973                  | Ernst Hartwig                                         |
| Hashir      | 3°13′N 275°02′V / 3.21°N 275.04°V   | 16,5          | 2006-09-14            | Hashir, Turkiet                                       |
| Heaviside   | 70°42′S 95°18′V / 70.7°S 95.3°V     | 87,4          | 1973                  | Oliver Heaviside                                      |
| Heimdal     | 68°31′N 124°44′V / 68.52°N 124.73°V | 11,5          | 2008                  | Heimdal, Norge                                        |
| Heinlein    | 64°48′S 243°48′V / 64.8°S 243.8°V   | 88,0          | 1994                  | Robert A. Heinlein                                    |
| Helmholtz   | 45°48′S 21°18′V / 45.8°S 21.3°V     | 111,5         | 1973                  | Hermann von Helmholtz                                 |
| Henbury     | 63°46′S 147°52′V / 63.76°S 147.87°V | 27,0          | 2007-04-16            | Henbury Crater, Australien                            |
| Henry       | 10°54′N 336°42′V / 10.9°N 336.7°V   | 171,0         | 1973                  | Paul Henry och Prosper Henry                          |
| Henry Moore | 59°44′S 306°14′V / 59.73°S 306.24°V | 66,1          | 2006-12-14            | Henry J. Moore, amerikansk astrogeolog                |
| Herculaneum | 19°30′N 58°42′V / 19.5°N 58.7°V     | 35,4          | 1988                  | Herculaneum, Italien                                  |
| Herschel    | 14°54′S 230°18′V / 14.9°S 230.3°V   | 304,5         | 1973                  | William Herschel                                      |
| Hipparchus  | 44°48′S 151°24′V / 44.8°S 151.4°V   | 93,0          | 1973                  | Hipparchus                                            |
| Hit         | 47°24′N 221°42′V / 47.4°N 221.7°V   | 7,3           | 1979                  | Hīt, Irak                                             |
| Holden      | 26°24′S 34°00′V / 26.4°S 34.0°V     | 153,8         | 1973                  | Edward S. Holden                                      |
| Holmes      | 75°00′S 293°12′V / 75.0°S 293.2°V   | 122,0         | 1973                  | Arthur Holmes                                         |
| Honda       | 22°36′S 16°24′V / 22.6°S 16.4°V     | 9,1           | 1976                  | Honda, Colombia                                       |
| Hooke       | 45°12′S 44°24′V / 45.2°S 44.4°V     | 139,0         | 1973                  | Robert Hooke                                          |
| Hope        | 45°12′N 10°18′V / 45.2°N 10.3°V     | 7,3           | 1976                  | Hope, British Columbia, Kanada                        |
| Horowitz    | 32°02′S 219°22′V / 32.04°S 219.36°V | 65,7          | 2009                  | Norman Horowitz, amerikansk genetiker (1915–2005)     |
| Houston     | 48°30′N 224°06′V / 48.5°N 224.1°V   | 1,6           | 1979                  | Houston, Texas, USA                                   |
| Hsuanch'eng | 47°00′N 227°24′V / 47.0°N 227.4°V   | 2,0           | 1979                  | Xuancheng, Kina                                       |
| Huancayo    | 3°42′S 39°54′V / 3.7°S 39.9°V       | 25,1          | 1976                  | Huancayo, Peru                                        |
| Huggins     | 49°24′S 204°24′V / 49.4°S 204.4°V   | 90,0          | 1973                  | William Huggins                                       |
| Hussey      | 53°48′S 126°42′V / 53.8°S 126.7°V   | 99,0          | 1973                  | William Hussey                                        |
| Hutton      | 71°48′S 255°24′V / 71.8°S 255.4°V   | 99,0          | 1973                  | James Hutton                                          |
| Huxley      | 63°00′S 259°12′V / 63.0°S 259.2°V   | 107,0         | 1973                  | Thomas Huxley                                         |
| Huygens     | 14°18′S 304°36′V / 14.3°S 304.6°V   | 470,0         | 1973                  | Christiaan Huygens                                    |

## I
| Krater    | Koordinater                       | Diameter (km) | Datum för godkännande | Namngiven efter                                      |
| --------- | --------------------------------- | ------------- | --------------------- | ---------------------------------------------------- |
| Iazu      | 2°41′S 5°12′V / 2.69°S 5.2°V      | 6,8           | 2006-09-14            | Iazu, Rumänien                                       |
| Ibragimov | 25°42′S 59°42′V / 25.7°S 59.7°V   | 86,0          | 1982                  | Nadir İbrahimov, azerbajdzjansk astronom (1932–1977) |
| Igal      | 20°18′S 249°12′V / 20.3°S 249.2°V | 8,6           | 1991                  | Igal, Ungern                                         |
| Ikej      | 21°12′N 247°36′V / 21.2°N 247.6°V | 4,7           | 1988                  | Ikej, Irkutsk oblast, Ryssland                       |
| Imgr      | 19°24′N 248°54′V / 19.4°N 248.9°V | 3,0           | 1988                  | Imgr, Ryssland                                       |
| Innsbruck | 6°30′S 40°00′V / 6.5°S 40.0°V     | 61,1          | 1976                  | Innsbruck, Österrike                                 |
| Ins       | 24°48′N 251°12′V / 24.8°N 251.2°V | 2,8           | 1988                  | Ins, Schweiz                                         |
| Inta      | 24°36′S 25°12′V / 24.6°S 25.2°V   | 16,2          | 1976                  | Inta, Komirepubliken, Ryssland                       |
| Inuvik    | 78°42′N 28°36′V / 78.7°N 28.6°V   | 20,5          | 1988                  | Inuvik, Northwest Territories, Kanada                |
| Irbit     | 24°36′S 25°00′V / 24.6°S 25.0°V   | 13,3          | 1976                  | Irbit, Ryssland                                      |
| Irharen   | 34°48′N 219°12′V / 34.8°N 219.2°V | 6,5           | 1991                  | Irharen, Algeriet                                    |
| Isil      | 27°18′S 272°12′V / 27.3°S 272.2°V | 82,0          | 1991                  | Isil, Spanien                                        |
| Izendy    | 29°12′S 101°30′V / 29.2°S 101.5°V | 23,5          | 1991                  | Izendi, Kazakstan                                    |

## J
| Krater         | Koordinater                         | Diameter (km) | Datum för godkännande | Namngiven efter                                     |
| -------------- | ----------------------------------- | ------------- | --------------------- | --------------------------------------------------- |
| Jal            | 26°30′S 28°48′V / 26.5°S 28.8°V     | 5,0           | 1976                  | Jal, New Mexico, USA                                |
| Jama           | 21°36′N 53°18′V / 21.6°N 53.3°V     | 2,9           | 1988                  | Jama, Tunisien                                      |
| Jampur         | 39°00′N 81°42′V / 39.0°N 81.7°V     | 29,0          | 1991                  | Jampur, Pakistan                                    |
| Janssen        | 2°42′N 322°30′V / 2.7°N 322.5°V     | 158,0         | 1973                  | Pierre Janssen                                      |
| Jarry-Desloges | 9°30′S 276°18′V / 9.5°S 276.3°V     | 92,0          | 1973                  | Rene Jarry-Desloges, fransk astronom (1868–1951)    |
| Jeans          | 69°48′S 205°54′V / 69.8°S 205.9°V   | 80,2          | 1973                  | James Jeans                                         |
| Jen            | 40°12′N 10°36′V / 40.2°N 10.6°V     | 9,0           | 1976                  | Jen, Nigeria                                        |
| Jezero         | 18°25′N 282°23′V / 18.41°N 282.38°V | 49,0          | 2007-07-25            | Jezero, Bosnien och Hercegovina                     |
| Jezža          | 48°48′S 38°00′V / 48.8°S 38.0°V     | 9,1           | 1976                  | Jezzja, Kirov oblast, Ryssland                      |
| Jijiga         | 25°24′N 54°00′V / 25.4°N 54.0°V     | 17,3          | 1976                  | Jijiga, Etiopien                                    |
| Jodrell        | 47°48′N 227°48′V / 47.8°N 227.8°V   | 3,0           | 1979                  | Jodrell Bank, England, Storbritannien               |
| Johannesburg   | 48°12′N 226°48′V / 48.2°N 226.8°V   | 1,0           | 1979                  | Johannesburg, Sydafrika                             |
| Johnstown      | 9°48′S 51°06′V / 9.8°S 51.1°V       | 3,2           | 2006                  | Johnstown, Pennsylvania, USA                        |
| Jojutla        | 81°38′N 169°39′V / 81.63°N 169.65°V | 19,0          | 2006                  | Jojutla, Mexiko                                     |
| Joly           | 74°42′S 42°42′V / 74.7°S 42.7°V     | 79,9          | 1973                  | John Joly                                           |
| Jones          | 19°06′S 19°54′V / 19.1°S 19.9°V     | 94,0          | 1973                  | Harold Spencer Jones, brittisk astronom (1890–1960) |
| Jörn           | 27°11′S 283°40′V / 27.18°S 283.67°V | 20,7          | 2006                  | Jörn, Sverige                                       |
| Jumla          | 21°18′S 273°36′V / 21.3°S 273.6°V   | 45,0          | 2006                  | Jumla, Nepal                                        |

## K
| Krater        | Koordinater                         | Diameter (km) | Datum för godkännande | Namngiven efter                                                 |
| ------------- | ----------------------------------- | ------------- | --------------------- | --------------------------------------------------------------- |
| Kachug        | 18°24′N 252°30′V / 18.4°N 252.5°V   | 4,7           | 1988                  | Katjug, Irkutsk oblast, Ryssland                                |
| Kagoshima     | 47°36′N 224°24′V / 47.6°N 224.4°V   | 1,5           | 1979                  | Kagoshima, Japan                                                |
| Kagul         | 24°00′S 19°06′V / 24.0°S 19.1°V     | 8,5           | 1976                  | Cahul, Moldavien                                                |
| Ka-id         | 4°30′S 44°48′V / 4.5°S 44.8°V       | 8,5           | 1976                  | Kāid, Irak                                                      |
| Kaiser        | 46°36′S 340°54′V / 46.6°S 340.9°V   | 207,0         | 1973                  | Frederik Kaiser                                                 |
| Kaj           | 27°18′S 29°24′V / 27.3°S 29.4°V     | 1,8           | 1976                  | Kaj, Kirov oblast, Ryssland                                     |
| Kakori        | 41°48′S 29°54′V / 41.8°S 29.9°V     | 29,7          | 1976                  | Kākori, Indien                                                  |
| Kaliningrad   | 48°48′N 225°06′V / 48.8°N 225.1°V   | 1,2           | 1979                  | Kaliningrad, Ryssland                                           |
| Kalocsa       | 6°54′N 7°00′V / 6.9°N 7.0°V         | 35,2          | 2008                  | Kalocsa, Ungern                                                 |
| Kamativi      | 20°42′S 260°06′V / 20.7°S 260.1°V   | 59,0          | 1991                  | Kamativi, Zimbabwe                                              |
| Kamloops      | 53°48′S 32°36′V / 53.8°S 32.6°V     | 65,0          | 1991                  | Kamloops, British Columbia, Kanada                              |
| Kamnik        | 37°13′S 161°55′V / 37.22°S 161.91°V | 10,2          | 2009                  | Kamnik, Slovenien                                               |
| Kampot        | 42°06′S 45°42′V / 42.1°S 45.7°V     | 13,0          | 1976                  | Kampot, Kambodja                                                |
| Kanab         | 27°30′S 19°00′V / 27.5°S 19.0°V     | 15,0          | 1976                  | Kanab, Utah, USA                                                |
| Kandi         | 32°44′S 238°00′V / 32.73°S 238.0°V  | 8,5           | 2009                  | Kandi, Benin                                                    |
| Kansk         | 20°48′S 17°18′V / 20.8°S 17.3°V     | 34,3          | 1976                  | Kansk, Ryssland                                                 |
| Kantang       | 24°42′S 17°36′V / 24.7°S 17.6°V     | 54,8          | 1976                  | Kantang, Thailand                                               |
| Karpinsk      | 45°54′S 32°12′V / 45.9°S 32.2°V     | 29,8          | 1976                  | Karpinsk, Ryssland                                              |
| Karshi        | 23°30′S 19°24′V / 23.5°S 19.4°V     | 22,3          | 1976                  | Qarshi, Uzbekistan                                              |
| Kartabo       | 41°12′S 52°30′V / 41.2°S 52.5°V     | 20,0          | 1976                  | Kartabo, Guyana                                                 |
| Karzok        | 18°22′N 131°54′V / 18.36°N 131.9°V  | 15,6          | 2006                  | Karzok, Indien                                                  |
| Kasabi        | 28°06′S 271°00′V / 28.1°S 271.0°V   | 43,0          | 1991                  | Kasabi, Zambia                                                  |
| Kashira       | 27°18′S 18°24′V / 27.3°S 18.4°V     | 68,5          | 1976                  | Kasjira, Ryssland                                               |
| Kasimov       | 24°54′S 23°00′V / 24.9°S 23.0°V     | 91,3          | 1976                  | Kasimov, Ryssland                                               |
| Kasra         | 22°12′N 256°24′V / 22.2°N 256.4°V   | 3,6           | 1988                  | Kasra, Tunisien                                                 |
| Katoomba      | 79°07′S 232°20′V / 79.11°S 232.33°V | 53,0          | 2006                  | Katoomba, New South Wales, Australien                           |
| Kaup          | 22°54′N 33°12′V / 22.9°N 33.2°V     | 3,3           | 1976                  | Kaup, Papua Nya Guinea                                          |
| Kaw           | 16°36′N 255°48′V / 16.6°N 255.8°V   | 11,2          | 1976                  | Kaw, Franska Guyana                                             |
| Kayne         | 15°42′S 186°36′V / 15.7°S 186.6°V   | 34,9          | 1997                  | Kayne, Botswana                                                 |
| Keeler        | 61°00′S 151°18′V / 61.0°S 151.3°V   | 95,0          | 1973                  | James E. Keeler                                                 |
| Kem           | 45°18′S 33°00′V / 45.3°S 33.0°V     | 3,3           | 1976                  | Kem, Ryssland                                                   |
| Kepler        | 47°06′S 219°06′V / 47.1°S 219.1°V   | 233,0         | 1973                  | Johannes Kepler                                                 |
| Keul'         | 46°18′N 237°54′V / 46.3°N 237.9°V   | 5,9           | 1979                  | Keul, Irkutsk oblast, Ryssland                                  |
| Khanpur       | 21°00′N 258°06′V / 21.0°N 258.1°V   | 2,5           | 1988                  | Khanpur, Pakistan                                               |
| Kholm         | 7°18′S 42°06′V / 7.3°S 42.1°V       | 11,6          | 1976                  | Cholm, Ryssland                                                 |
| Khurli        | 21°06′S 247°06′V / 21.1°S 247.1°V   | 8,9           | 1991                  | Kurli, Pakistan                                                 |
| Kibuye        | 29°08′S 178°17′V / 29.13°S 178.29°V | 7,4           | 2010                  | Kibuye, Rwanda                                                  |
| Kifri         | 46°00′S 54°24′V / 46.0°S 54.4°V     | 15,0          | 1976                  | Kifrī, Irak                                                     |
| Kimry         | 20°24′S 16°24′V / 20.4°S 16.4°V     | 21,6          | 1976                  | Kimry, Ryssland                                                 |
| Kin           | 20°24′N 33°30′V / 20.4°N 33.5°V     | 8,3           | 1976                  | Kin, Okinawa, Japan                                             |
| Kinda         | 26°00′S 105°12′V / 26.0°S 105.2°V   | 14,0          | 1991                  | Kinda, Kongo-Kinshasa                                           |
| Kingston      | 22°18′N 47°06′V / 22.3°N 47.1°V     | 0,7           | 1979                  | Kingston, Jamaica                                               |
| Kinkora       | 25°12′S 247°12′V / 25.2°S 247.2°V   | 54,3          | 1991                  | Kinkora, Prince Edward Island, Kanada                           |
| Kipini        | 26°06′N 31°36′V / 26.1°N 31.6°V     | 73,6          | 1976                  | Kipini, Kenya                                                   |
| Kirs          | 26°36′S 19°30′V / 26.6°S 19.5°V     | 3,0           | 1976                  | Kirs, Ryssland                                                  |
| Kirsanov      | 22°24′S 25°12′V / 22.4°S 25.2°V     | 15,5          | 1976                  | Kirsanov, Tambov oblast, Ryssland                               |
| Kisambo       | 34°24′N 89°00′V / 34.4°N 89.0°V     | 15,8          | 1991                  | Kisambo, Kongo-Kinshasa                                         |
| Kita          | 23°00′S 17°12′V / 23.0°S 17.2°V     | 10,2          | 1976                  | Kita, Mali                                                      |
| Knobel        | 6°42′S 226°48′V / 6.7°S 226.8°V     | 128,6         | 1973                  | Edward Knobel, brittisk astronom (1841–1930)                    |
| Koga          | 29°18′S 103°48′V / 29.3°S 103.8°V   | 19,3          | 1991                  | Koga, Tanzania                                                  |
| Kok           | 15°48′N 28°06′V / 15.8°N 28.1°V     | 6,3           | 1976                  | Kok, Sarawak, Malaysia                                          |
| Kong          | 5°24′S 38°42′V / 5.4°S 38.7°V       | 11,8          | 1976                  | Kong, Elfenbenskusten                                           |
| Kontum        | 32°04′S 67°08′V / 32.06°S 67.13°V   | 22,1          | 2006                  | Kontum, Vietnam                                                 |
| Korolev       | 73°00′N 195°30′V / 73.0°N 195.5°V   | 84,2          | 1973                  | Sergej Koroljov                                                 |
| Korph         | 19°36′N 254°36′V / 19.6°N 254.6°V   | 7,5           | 1988 14               | Korf, Kamtjatka oblast, Ryssland                                |
| Kourou        | 47°06′N 227°18′V / 47.1°N 227.3°V   | 2,0           | 1979                  | Kourou, Franska Guyana                                          |
| Koval'sky     | 30°12′S 141°30′V / 30.2°S 141.5°V   | 309,0         | 1985                  | Marian Kovalskij                                                |
| Koy           | 21°42′N 50°30′V / 21.7°N 50.5°V     | 7,1           | 1988                  | Koj, Ryssland                                                   |
| Krasnoye      | 36°06′N 216°12′V / 36.1°N 216.2°V   | 6,5           | 1991                  | Krasnoje, Ryssland                                              |
| Kribi         | 43°18′S 43°36′V / 43.3°S 43.6°V     | 13,7          | 1976                  | Kribi, Kamerun                                                  |
| Krishtofovich | 48°30′S 262°48′V / 48.5°S 262.8°V   | 112,0         | 1982                  | Afrikan Krisjtofovitj, rysk-sovjetisk paleobotanist (1885–1953) |
| Kuba          | 25°36′S 19°42′V / 25.6°S 19.7°V     | 26,8          | 1976                  | Quba, Azerbajdzjan                                              |
| Kufra         | 40°42′N 239°42′V / 40.7°N 239.7°V   | 37,5          | 1979                  | Kufra, Libyen                                                   |
| Kuiper        | 57°24′S 157°18′V / 57.4°S 157.3°V   | 87,0          | 1976                  | Gerard Peter Kuiper                                             |
| Kular         | 16°36′N 251°54′V / 16.6°N 251.9°V   | 8,1           | 1988                  | Kular, Ryssland                                                 |
| Kumak         | 35°48′S 68°12′V / 35.8°S 68.2°V     | 15,0          | 1979                  | Kumak, Ryssland                                                 |
| Kumara        | 43°18′N 231°30′V / 43.3°N 231.5°V   | 12,0          | 1979                  | Kumara, Nya Zeeland                                             |
| Kunes         | 25°30′S 252°12′V / 25.5°S 252.2°V   | 15,1          | 1991                  | Kunes, Norge                                                    |
| Kunowsky      | 57°06′N 9°42′V / 57.1°N 9.7°V       | 67,4          | 1973                  | Georg Carl Friedrich Kunowski, tysk astronom (1786–1846)        |
| Kushva        | 44°18′S 35°36′V / 44.3°S 35.6°V     | 38,3          | 1976                  | Kusjva, Ryssland                                                |

## L
| Krater     | Koordinater                         | Diameter (km) | Datum för godkännande | Namngiven efter                                                   |
| ---------- | ----------------------------------- | ------------- | --------------------- | ----------------------------------------------------------------- |
| La Paz     | 21°18′N 49°06′V / 21.3°N 49.1°V     | 0,6           | 1979                  | La Paz, Mexiko                                                    |
| Labria     | 35°18′S 48°06′V / 35.3°S 48.1°V     | 54,0          | 1979                  | Lábrea, Brasilien                                                 |
| Lachute    | 4°18′S 39°48′V / 4.3°S 39.8°V       | 16,1          | 1976                  | Lachute, Québec, Kanada                                           |
| Laf        | 48°18′N 6°00′V / 48.3°N 6.0°V       | 3,2           | 1976                  | Laf, Kamerun                                                      |
| Lagarto    | 50°12′N 8°24′V / 50.2°N 8.4°V       | 19,5          | 1976                  | Lagarto, Brasilien                                                |
| Lamas      | 27°18′S 20°42′V / 27.3°S 20.7°V     | 23,2          | 1976                  | Lamas, Peru                                                       |
| Lambert    | 20°12′S 334°42′V / 20.2°S 334.7°V   | 92,0          | 1973                  | Johann Heinrich Lambert                                           |
| Lamont     | 58°36′S 113°36′V / 58.6°S 113.6°V   | 76,0          | 1973                  | Johann von Lamont                                                 |
| Lampland   | 35°54′S 79°36′V / 35.9°S 79.6°V     | 79,0          | 1973                  | Carl Otto Lampland, amerikansk astronom (1873–1951)               |
| Land       | 48°36′N 8°48′V / 48.6°N 8.8°V       | 5,4           | 1976                  | Land, Alabama, USA                                                |
| Lapri      | 20°30′N 252°36′V / 20.5°N 252.6°V   | 3,1           | 1988                  | Lapri, Ryssland                                                   |
| Lar        | 26°06′S 29°06′V / 26.1°S 29.1°V     | 7,0           | 1979                  | Lar, Iran                                                         |
| Lassell    | 20°54′S 62°30′V / 20.9°S 62.5°V     | 92,0          | 1973                  | William Lassell                                                   |
| Lasswitz   | 9°24′S 221°48′V / 9.4°S 221.8°V     | 111,0         | 1976                  | Kurd Lasswitz                                                     |
| Lau        | 74°24′S 107°48′V / 74.4°S 107.8°V   | 104,9         | 1973                  | Hans Emil Lau, dansk astronom (1879–1918)                         |
| Laylá      | 61°21′S 253°00′V / 61.35°S 253.0°V  | 20,8          | 2007-04-16            | Layla, Saudiarabien                                               |
| Le Verrier | 38°00′S 342°54′V / 38.0°S 342.9°V   | 140,0         | 1973                  | Urbain Le Verrier                                                 |
| Lebu       | 20°30′S 19°30′V / 20.5°S 19.5°V     | 20,0          | 1976                  | Lebu, Chile                                                       |
| Leighton   | 3°04′N 302°19′V / 3.06°N 302.32°V   | 69,0          | 2009                  | Robert B. Leighton, amerikansk fysiker (1919–1997)                |
| Leleque    | 36°48′N 221°54′V / 36.8°N 221.9°V   | 8,4           | 1991                  | Leleque, Argentina                                                |
| Lemgo      | 42°48′S 34°48′V / 42.8°S 34.8°V     | 16,6          | 1976                  | Lemgo, Tyskland                                                   |
| Lenya      | 27°00′S 106°54′V / 27.0°S 106.9°V   | 15,5          | 1991                  | Lenya, Myanmar                                                    |
| Leuk       | 24°06′N 55°06′V / 24.1°N 55.1°V     | 3,6           | 1988                  | Leuk, Schweiz                                                     |
| Lexington  | 22°00′N 48°42′V / 22.0°N 48.7°V     | 5,0           | 1979                  | Lexington, Massachusetts, USA                                     |
| Li Fan     | 47°12′S 153°12′V / 47.2°S 153.2°V   | 104,8         | 1973                  | Li Fan, kinesisk astronom under Handynastin (206 f.Kr.–220 e.Kr.) |
| Liais      | 75°24′S 252°48′V / 75.4°S 252.8°V   | 132,0         | 1973                  | Emmanuel Liais                                                    |
| Libertad   | 23°18′N 29°30′V / 23.3°N 29.5°V     | 31,0          | 1976                  | Libertad, Venezuela                                               |
| Linpu      | 18°24′N 246°54′V / 18.4°N 246.9°V   | 18,5          | 1976                  | Linpu, Zhejiang, Kina                                             |
| Lins       | 15°54′N 29°54′V / 15.9°N 29.9°V     | 6,2           | 1976                  | Lins, São Paulo, Brasilien                                        |
| Lipany     | 0°13′S 280°20′V / 0.22°S 280.33°V   | 50,1          | 2011                  | Lipany, Slovakien                                                 |
| Lipik      | 38°25′S 248°26′V / 38.42°S 248.43°V | 56,0          | 2009                  | Lipik, Kroatien                                                   |
| Lisboa     | 21°30′N 47°42′V / 21.5°N 47.7°V     | 0,7           | 1979                  | Lissabon, Portugal                                                |
| Lismore    | 27°03′N 41°43′V / 27.05°N 41.72°V   | 9,0           | 2006                  | Lismore, Irland                                                   |
| Littleton  | 15°54′N 252°54′V / 15.9°N 252.9°V   | 7,2           | 1988                  | Littleton, Maine, USA                                             |
| Liu Hsin   | 53°36′S 171°36′V / 53.6°S 171.6°V   | 137,0         | 1973                  | Liu Xin, kinesisk astronom (ca 50 f.Kr.–23 e.Kr.)                 |
| Livny      | 27°24′S 29°12′V / 27.4°S 29.2°V     | 9,2           | 1976                  | Livny, Ryssland                                                   |
| Llanesco   | 28°30′S 101°12′V / 28.5°S 101.2°V   | 27,0          | 1991                  | Llanesco, Spanien                                                 |
| Locana     | 3°30′S 38°12′V / 3.5°S 38.2°V       | 6,6           | 1976                  | Locana, Italien                                                   |
| Lockyer    | 28°00′N 199°30′V / 28.0°N 199.5°V   | 71,0          | 1973                  | Norman Lockyer                                                    |
| Lod        | 21°12′N 31°36′V / 21.2°N 31.6°V     | 7,5           | 1976                  | Lod, Israel                                                       |
| Lodwar     | 55°24′S 43°18′V / 55.4°S 43.3°V     | 16,0          | 1991                  | Lodwar, Kenya                                                     |
| Lohse      | 43°42′S 16°48′V / 43.7°S 16.8°V     | 155,5         | 1973                  | Wilhelm Oswald Lohse                                              |
| Loja       | 41°30′N 223°54′V / 41.5°N 223.9°V   | 10,4          | 1979                  | Loja, Ecuador                                                     |
| Lomela     | 81°48′S 56°06′V / 81.8°S 56.1°V     | 11,2          | 1991                  | Lomela, Kongo-Kinshasa                                            |
| Lomonosov  | 65°12′N 9°12′V / 65.2°N 9.2°V       | 153,0         | 1973                  | Michail Lomonosov                                                 |
| Lonar      | 73°13′N 321°44′V / 73.21°N 321.73°V | 11,3          | 2007                  | Lonār, Indien                                                     |
| Longa      | 20°54′S 26°00′V / 20.9°S 26.0°V     | 10,4          | 1976                  | Longa, Angola                                                     |
| Loon       | 19°00′S 246°36′V / 19.0°S 246.6°V   | 7,6           | 1991                  | Loon, Ontario, Kanada                                             |
| Lorica     | 20°00′S 28°24′V / 20.0°S 28.4°V     | 67,6          | 1976                  | Santa Cruz de Lorica, Colombia                                    |
| Los        | 35°24′S 76°18′V / 35.4°S 76.3°V     | 7,9           | 1979                  | Los, Sverige                                                      |
| Lota       | 46°42′N 11°54′V / 46.7°N 11.9°V     | 15,4          | 1976                  | Lota, Chile                                                       |
| Loto       | 22°06′S 22°30′V / 22.1°S 22.5°V     | 22,4          | 1976                  | Loto, Kongo-Kinshasa                                              |
| Louth      | 70°25′N 256°53′V / 70.41°N 256.88°V | 37,75         | 2007-02-07            | Louth, Irland                                                     |
| Lowbury    | 42°42′N 93°06′V / 42.7°N 93.1°V     | 17,9          | 1991                  | Lowbury, Nya Zeeland                                              |
| Lowell     | 52°18′S 81°24′V / 52.3°S 81.4°V     | 203,0         | 1973                  | Percival Lowell                                                   |
| Luck       | 17°24′N 37°00′V / 17.4°N 37.0°V     | 7,7           | 1976                  | Luck, Wisconsin, USA                                              |
| Luga       | 44°36′S 47°30′V / 44.6°S 47.5°V     | 45,0          | 1976                  | Luga, Leningrad Oblast, Ryssland                                  |
| Łuki       | 29°48′S 37°24′V / 29.8°S 37.4°V     | 21,2          | 1979                  | Luki, Ukraina                                                     |
| Luqa       | 18°13′S 228°16′V / 18.22°S 228.27°V | 16,5          | 2010                  | Ħal Luqa, Malta                                                   |
| Lutsk      | 39°00′N 3°12′V / 39.0°N 3.2°V       | 5,0           | 1976                  | Lutsk, Ukraina                                                    |
| Luzin      | 27°18′N 328°48′V / 27.3°N 328.8°V   | 97,0          | 1976                  | Nikolaj Luzin, rysk och sovjetisk matematiker (1883–1950)         |
| Lydda      | 24°42′N 32°00′V / 24.7°N 32.0°V     | 36,5          | 1997                  | Lydda, Israel                                                     |
| Lyell      | 70°06′S 15°36′V / 70.1°S 15.6°V     | 131,0         | 1973                  | Charles Lyell                                                     |
| Lyot       | 50°48′N 330°42′V / 50.8°N 330.7°V   | 236,0         | 1973                  | Bernard Lyot                                                      |